# Eddie Boland
Eddie Boland (San Francisco, 27 dicembre 1885 – Santa Monica, 3 febbraio 1935) è stato un attore statunitense.

## Filmografia parziale
- Lucille Love: The Girl of Mystery, regia di Francis Ford (1914)
- Oliviero Twist (Oliver Twist), regia di Frank Lloyd (1922)
- L'onestà vittoriosa (Within the Law), regia di Frank Lloyd (1923)
- Long Live the King, regia di Victor Schertzinger (1923)
- Little Robinson Crusoe, regia di Edward F. Cline (1924)
- Hard Boiled, regia di John G. Blystone (1926)
- Il fratello minore (The Kid Brother), regia di Ted Wilde (1927)
- Aurora (Sunrise: A Song of Two Humans), regia di F. W. Murnau (1927)
- Erik il grande (The Last Performance), regia di Pál Fejös (1929)
- La donna del miracolo (The Miracle Woman), regia di Frank Capra (1931)
- Hit the Saddle, regia di Mack V. Wright (1937)